# SPAT
SPAT (영어: Smart Parking Address Tool)은 자동 주차위치안내 서비스이다.

## 상세
2022년 6월 3일, 현대엔지니어링이 개발 및 공개했다.
힐스테이트 고유 스마트홈 시스템 하이오티 기술과 럭스로보의 IoT 기술을 결합해 자동 주차위치안내 모듈을 개발했다. 기존 번호인식형 주차위치안내 서비스의 인식 오류 문제를 보완하여, 차량 내부용 시거잭 형태의 소형 스마트 주차센서를 이용한다. 주차장 내부의 CCTV 및 조명 등으로부터 주차신호를 수신해 아파트 단지 주차장에 주차된 차량위치를 자동으로 인식하고, 입주민에게 전달한다.

## 같이 보기
- 현대엔지니어링
- 힐스테이트